# Lipka Wielka
Lipka Wielka [pronunciación en polaco: /ˈlipka ˈvjɛlka/] (en alemán: Groß Lipke) es un pueblo en el distrito administrativo de Gmina Lwówek, dentro del Distrito de Nowy Tomyśl, Voivodato de Gran Polonia, en el centro-oeste de Polonia. Se encuentra aproximadamente 4 kilómetros al sur de Lwówek, 12 kilómetros al norte de Nowy Tomyśl, y 49 kilómetros al oeste de la capital regional, Poznań.
El pueblo tiene una población de 180 habitantes.